# 下相街道
下相街道是中华人民共和国江苏省宿迁市宿豫区下辖的一个街道办事处。
2014年2月19日，江苏省人民政府批复同意撤销顺河镇，将原顺河镇的油坊、陆桥、三合、新化、罗桥等5个居委会区域与陆集镇的河塘、兴隆等2个居委会和陆墩、季桥、德太等3个村委会区域合并，设立下相街道办事处，街道办事处驻峨嵋山路9号。

## 行政区划
下相街道下辖以下村级行政区划单位：
油坊社区、陆桥社区、罗桥社区、新化社区、三合社区、河塘社区、兴隆社区、陆墩村、季桥村和德太村。